# International Mr Gay

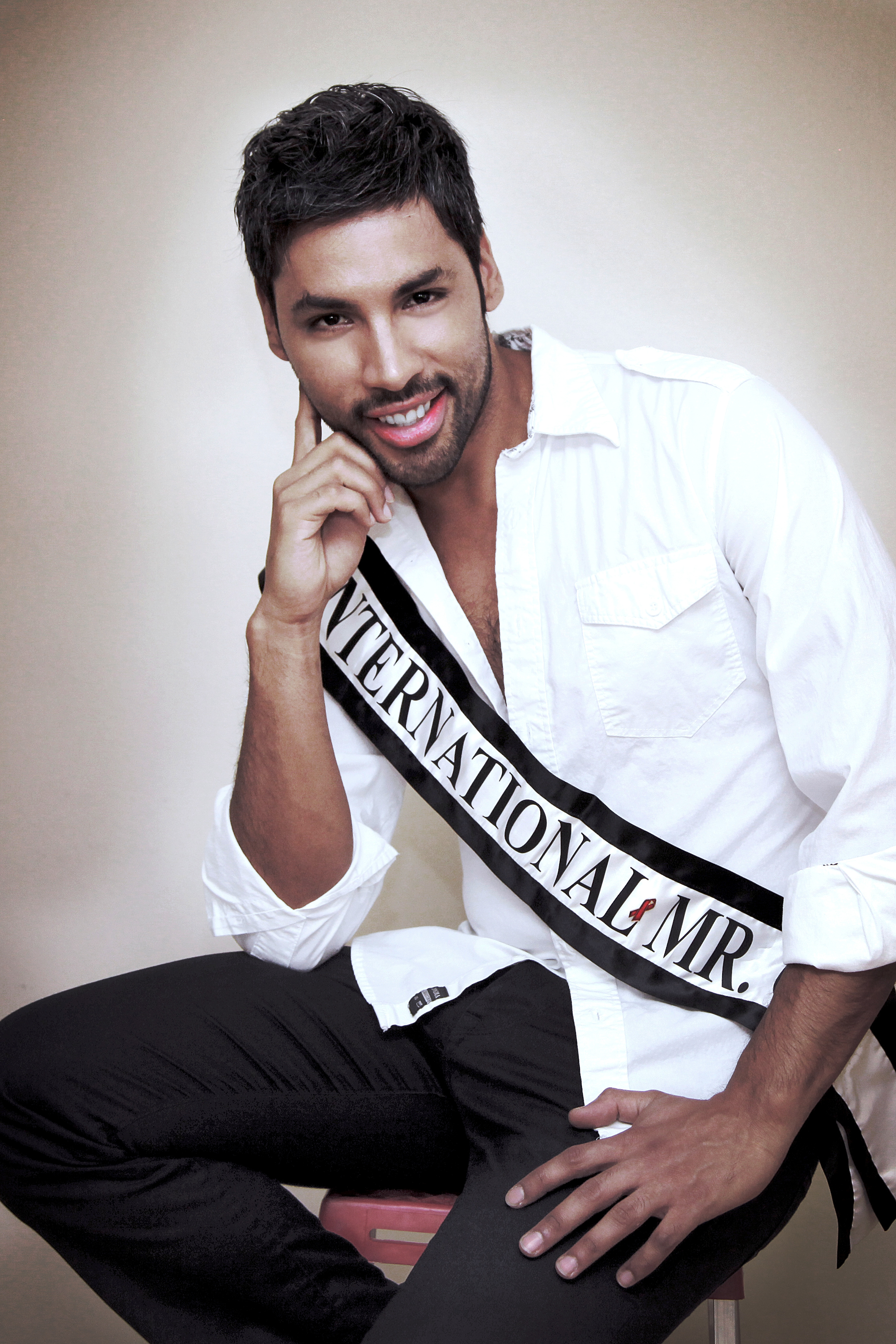
International Mr. Gay Pablo Salvador

International Mr Gay là cuộc thi quốc tế đầu tiên chọn ra Đại sứ hoặc người phát ngôn để hỗ trợ sứ mệnh của tổ chức phi lợi nhuận tài trợ, Noble Beast Foundation. Chủ tịch của Noble Beast Foundation là Don Spradlin, người sáng lập và tổ chức ba cuộc thi đầu tiên với đội ngũ tình nguyện viên tận tâm. Người giữ danh hiệu International Mr Gay cuối cùng là Pablo Salvador Sepúlveda đến từ Chile. Cuộc thi trên thực tế được thay thế bởi Mr Gay World.

## Người giữ danh hiệu
| Lần thứ | Năm       | International Mr Gay             | Nơi tổ chức                     | Số thí sinh |
| ------- | --------- | -------------------------------- | ------------------------------- | ----------- |
| 1       | 2005      | Jesse Bashem · Hoa Kỳ            | San Francisco, California       | 12          |
| 2       | 2006–2007 | Nathan Shaked · Israel           | Palm Springs, California        | 15          |
| 3       | 2008      | Carlos Melia · Argentina         | Los Angeles, California         | 20          |
| 4       | 2009–2010 | Ricco Müller · Thụy Sĩ           | Palacio de Maynila, Philippines | 25          |
| 5       | 2011–2012 | Pablo Salvador Sepúlveda · Chile | Cuộc thi online                 |             |

## Các lần tổ chức International Mr Gay

### 2005
International Mr Gay 2005 là cuộc thi International Mr Gay lần thứ 1 được tổ chức tại San Francisco, California. Có 12 thí sinh dự thi, Jesse Bashem đến từ San Diego đăng quang ngôi vị International Mr Gay.
Kết quả
| Hạng                     | Thí sinh                     |
| ------------------------ | ---------------------------- |
| International Mister Gay | - San Diego – Jesse Bashem   |
| Á vương 1                | - Áo – Aaron Michael Jackson |
| Á vương 2                | - Đức – Suat Bahceci         |

Các thí sinh
| Quốc gia/vùng lãnh thổ | Thí sinh                 | Tuổi |
| ---------------------- | ------------------------ | ---- |
| Áo                     | Aaron Michael Jackson    | 32   |
| Bosnia                 |                          |      |
| Bulgaria               |                          |      |
| Đức                    | Suat Bahceci             |      |
| Hà Lan                 |                          |      |
| Los Angeles            |                          |      |
| Lapland                |                          |      |
| Na Uy                  | David Thorkildsen        |      |
| New York               | Mike Wasileski           | 28   |
| Palm Springs           | Robert "Bobby" Ficco Jr. | 26   |
| San Diego              | Jesse Bashem             | 21   |
| San Francisco          |                          |      |

### 2006–2007
International Mr Gay 2006–2007 là cuộc thi International Mr Gay lần thứ 2 được tổ chức tại Palm Springs, California. Có 15 thí sinh dự thi, Nathan Shaked đến từ Israel đăng quang ngôi vị International Mr Gay.
Kết quả
| Hạng                     | Thí sinh                 |
| ------------------------ | ------------------------ |
| International Mister Gay | - Israel – Nathan Shaked |
| Á vương 1                | - Hoa Kỳ – Grant Ermis   |
| Á vương 2                | - Hà Lan – Joep Mesman   |

Các thí sinh
| Quốc gia/vùng lãnh thổ | Thí sinh                       | Tuổi |
| ---------------------- | ------------------------------ | ---- |
| Ba Lan                 | Piotr Kowalski                 | 23   |
| Đức                    | Ibrahim Georg Hannina          | 36   |
| Hà Lan                 | Joep Mesman                    | 25   |
| Hoa Kỳ                 | Grant Ermis                    | 27   |
| Hungary                | Nándor Gyöngyösi               | 29   |
| Iran                   | Kia Shirazi                    | 25   |
| Ireland                | Keith Kearney                  | 25   |
| Israel                 | Nathan Shaked                  | 37   |
| Maroc                  | Shakir Badar                   | 20   |
| México                 | Manuel Odin De la Mora Estrada | 26   |
| Na Uy                  | Olav Hanto                     | 31   |
| Philippines            | Robby Tarroza                  | 36   |
| Úc                     | Wil Sabin                      | 23   |
| Thành Vatican          | Francesco Mondavi              | 29   |
| Ý                      | Fabio Falco                    | 30   |

### 2008
International Mr Gay 2008 là cuộc thi International Mr Gay lần thứ 3 được tổ chức tại Los Angeles, California. Có 20 thí sinh dự thi, Carlos Fabian Melia đến từ Argentina đăng quang ngôi vị International Mr Gay.
Kết quả
| Hạng                     | Thí sinh                          |
| ------------------------ | --------------------------------- |
| International Mister Gay | - Argentina – Carlos Fabian Melia |
| Á vương 1                | - Venezuela – Juan Bracho         |
| Á vương 2                | - Anh Quốc – Mark Edward Carter   |

Các thí sinh
| Quốc gia/vùng lãnh thổ | Thí sinh            | Tuổi |
| ---------------------- | ------------------- | ---- |
| Anh Quốc               | Mark Edward Carter  |      |
| Argentina              | Carlos Fabian Melia |      |
| Ấn Độ                  | Zoltan Parag        |      |
| Bồ Đào Nha             |                     |      |
| Brasil                 | Luciano Donato Lupo |      |
| Canada                 |                     |      |
| Costa Rica             |                     |      |
| Cuba                   | Iran Montiego       |      |
| Đức                    |                     |      |
| Hoa Kỳ                 |                     |      |
| Ireland                |                     |      |
| Maroc                  |                     |      |
| México                 |                     |      |
| Na Uy                  |                     |      |
| New Zealand            |                     |      |
| Philippines            |                     |      |
| Thụy Điển              |                     |      |
| Úc                     |                     |      |
| Venezuela              | Juan Bracho         |      |
| Ý                      |                     |      |

### 2009–2010
International Mr Gay 2009–2010 là cuộc thi International Mr Gay lần thứ 4 được tổ chức ban đầu tại Manila, Philippines nhưng sau đó thay đổi thành cuộc thi online. Có 25 thí sinh dự thi, Ricco Müller đến từ Thụy Sĩ đăng quang ngôi vị International Mr Gay.
Kết quả
| Hạng                     | Thí sinh                         |
| ------------------------ | -------------------------------- |
| International Mister Gay | - Thụy Sĩ – Ricco "Rimus" Müller |
| Á vương 1                | - Úc – Samuel Kojo Adu           |
| Á vương 2                | - Hoa Kỳ – Michael Austin Jarvis |

Các thí sinh
| Quốc gia/vùng lãnh thổ | Thí sinh                       | Tuổi |
| ---------------------- | ------------------------------ | ---- |
| Argentina              | Simon Gomez                    |      |
| Ấn Độ                  |                                |      |
| Bỉ                     | Aziez Abdel Aarbi              |      |
| Brasil                 | Marcos Grabowski               | 23   |
| Canada                 | Jonathan Daigneault            |      |
| Colombia               | Francisco Javier Ortega Roldan |      |
| Costa Rica             | Carlos Leal Hernandez          |      |
| Guam                   | Alvin Camacho                  |      |
| Hàn Quốc               | Kim Lee                        |      |
| Hoa Kỳ                 | Michael Austin Jarvis          |      |
| Ireland                | Daniel J. Leonard IV           |      |
| México                 | Juan Contreras                 |      |
| Mozambique             | Filipe da Silveira Martins     |      |
| Namibia                | Andre Smith                    |      |
| Nam Phi                | Deon Strydom                   |      |
| Pakistan               | Mohamad Imran Khan             |      |
| Peru                   | Jorge Seminario Zavala         |      |
| Pháp                   | Jerome Turpin                  |      |
| Philippines            | Kris Cristopherson S. Cardenas |      |
| Scotland               | Ewan French                    |      |
| Thái Lan               | Kiddiporn Pukpuk               |      |
| Thụy Sĩ                | Ricco "Rimus" Müller           | 24   |
| Syria                  | Danny Durant                   |      |
| Úc                     | Samuel Kojo Adu                |      |
| Việt Nam               | Vuto Laki                      |      |